# Hacheza di Ballenstedt
Hacheza di Ballenstedt (... – 1063) fu la terza badessa dell'abbazia di Gernrode dal 1044 alla morte.

## Biografia
Hacheza era un membro della dinastia ascanide. I suoi genitori forse furono Adalberto di Ballenstedt e Hidda, figlia del margravio Odo I, margravio della marca orientale sassone, anche se non vi è alcuna prova certa. In tal caso, Hacheza ebbe almeno due fratelli: Esico di Ballenstedt e Uta di Ballenstedt, che sposò il margravio Eccardo II di Meißen. Potrebbe anche aver avuto altri due fratelli, Liudolfo, che divenne monaco a Corvey, e Teodorico, prevosto a Ballenstedt. Il pronipote di Esico, Alberto l'Orso, fu il primo vogt documentato dell'abbazia di Gernrode. Da questo punto in poi, fino allo scioglimento dell'abbazia, i membri della dinastia ascanide mantennero l'avvocazia di Gernrode. 
Hacheza fu la succeditrice della badessa e principessa imperiale Adelaide I. Sotto il suo dominio, l'abbazia aumentò i suoi possedimenti attraverso la ricezione molte donazioni. 
Secondo gli "Annali di Gernrode" (Annales Gernrodenses), scritto dal cronista Andreas Popperodt nel XVI secolo, Hacheza fu badessa di Gernrode per diciannove anni. Tuttavia è attestata come badessa in due diplomi imperiali dal febbraio 1044 e dal febbraio 1046. 
Anche il probabile cognato di Hacheza, Eccardo II di Meißen, fece una grande donazione a Gernrode prima della sua morte, perché il suo matrimonio con la possibile sorella di Hacheza, Uta, era rimasto senza figli. La donazione di Eccardo fu confermata dal re Enrico III nel febbraio 1046. La donazione comprendeva proprietà a Gundersleve, a Westerhausen, località già posseduta da Gernrode, e a Wendhusen, ora nel distretto di Thale, nonché villaggi abbandonati vicino a Wegeleben, a Mordorf e Richbrechtigerode, entrambi vicino a Blankenburg, e Egihardingerode e Dorbonrod, di cui non si conosce la localizzazione.